# Departament Donga
Donga – jeden z 12 departamentów Beninu. Zajmuje powierzchnię 11 126 km². W spisie ludności z 11 maja 2013 roku liczył 543 130 mieszkańców. 

## Położenie
Położony jest w środkowo-zachodniej części kraju. Graniczy z państwem Togo, a także z innymi departamentami Beninu – Atacora, Borgou i Collines. 

## Historia
Departament został utworzony 15 stycznia 1999 roku w wyniku reformy administracyjnej. Powstał poprzez wydzielenie z Atacora. 

## Demografia
W 2013 roku populacja departamentu liczyła 543 130 mieszkańców. W porównaniu z 2002 rokiem rosła ona średnio o 3,99% rocznie. 
|  |